# Минаево
Минаево — деревня в городском округе Домодедово Московской области.

## География
Находится в южной части Московской области на расстоянии приблизительно 18 км на юг по прямой от железнодорожной станции Домодедово.

## История
Известна с 1646 года как деревня на семь крестьянских дворов с семнадцатью мужчинами.

## Население
Постоянное население составляло 1 человек в 2002 году (русские 100 %), 4 в 2010.